# 新路 (路易斯安那州)
新路（英語：New Roads），又译为新罗兹，是美国路易斯安那州下属的一座城市。根据2010年美国人口普查，该市有人口4,831人。建置上，属于“city”。